# Leontion
Leontion (Λεόντιον), cirka 300 f.Kr., var en grekisk filosof av epikurismens skola. 
Hon var student till Epikuros och följeslagare till Metrodoros. Enligt Cicero publicerade hon skrifter argumenterade mot Theofrastos. Diogenes Laertios uppger sig också ha sett en skrift där hon berömdes för sin förmåga av Epikuros. 
Hon har ibland kallats hetär. Denna uppgift är obekräftad och kan vara förtal av de som motsatte sig epikurismen, men det är också känt att Epikuros tog emot både kvinnor och till och med slavar som elever och alltså inte borde ha visat bort en kurtisan, och hetärer levde friare liv än andra kvinnor i det klassiska Aten och borde ha bättre möjlighet att studera vid en akademi.